# Kali (Chorvatsko)
Kali (italsky Calle) je vesnice, přímořské letovisko a sídlo stejnojmenné opčiny v Chorvatsku v Zadarské župě. Spolu s opčinami Kukljica a Preko je jednou ze tří opčin rozkládajících se na ostrově Ugljan. V roce 2011 zde trvale žilo 1 638 obyvatel. Opčina Kali zahrnuje pouze jediné sídlo, a to Kali samotné.
V Kali se nachází kostel svatého Vavřince, asi 1 km jihovýchodně od centra poté kaple svatého Peregrina.
Sousedními vesnicemi jsou Kukljica a Preko. Nejdůležitější dopravní komunikací je silnice D110.